# لوران غارسيا
لوران غارسيا (بالفرنسية: Laurent Garcia) هو سياسي فرنسي، ولد في 31 مايو 1970 في باريس في فرنسا. انتخب رئيس بلدية ‏ Laxou ‏ (1 مارس 2008 – ) وانتخب نائب فرنسي عن دائرة Meurthe-et-Moselle's 2nd constituency ‏ وقد انضم خلال فترته النيابية ‏ (21 يونيو 2017 – )  للكتلة البرلمانية The Democrats group ‏.